# 陽明海洋文化藝術館
日本郵船株式會社基隆支店，也被稱為陽明海運大廈，是位於台灣基隆市仁愛區港西街的辦公廳舍，現為陽明海運創立以海洋文化為主題之陽明海洋文化藝術館，並在2003年1月20日登錄為基隆市歷史建築。

## 沿革

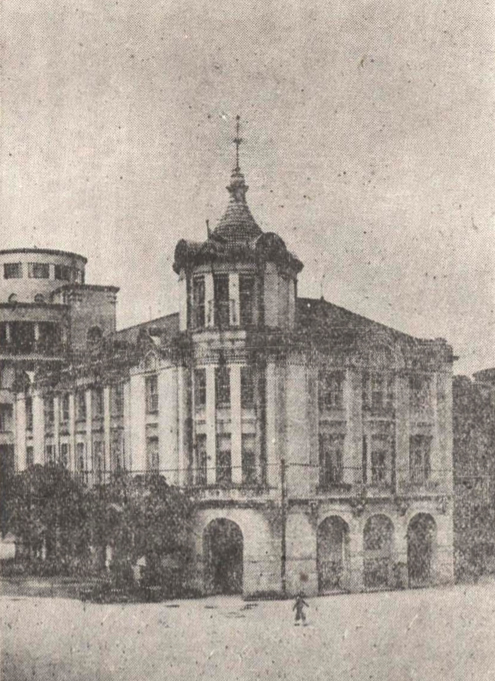
日本時代的近海郵船基隆支店外觀

該建物原為日治時代的日本郵船株式會社基隆出張所，起因源自於明治29年（1896年）4月17日，台灣總督府在准許日本郵船的開線申請後，則補助開設其公司在神戶基隆間的內台航路，供連結日本內地與台灣的海運航線使用。
基隆出張所由總督府民政部土木局森山松之助及井手薰進行設計，於大正4年（1915年）5月4日完工，曾在日後由日本郵船籌建作為其子會社近海郵船的基隆支店（分公司）所在。在該建築周圍尚有大阪商船的基隆支店、原樺山資紀銅像和基隆港合同廳舍等港岸設施，在同一街區相毗鄰，對於基隆航運及門戶地標具有特殊地位。
第二次世界大戰期間，歸因基隆大空襲使得基隆市區受到毀滅性破壞，使得日本郵船基隆支店的尖塔及屋頂局部受損，建築也遭到祝融破壞，此後時未曾重建尖塔，而周圍的大阪商船基隆支店則完全倒塌，遺址之後曾暫時作為空地使用，後曾先後作為陽明海運文化藝術館的花園及基隆市公車總站使用。

### 戰後時期
第二次世界大戰結束後，日本郵船基隆支店和其他港岸設施由中華民國國民政府接收，將建築物轉交給中國最早的現代化船運公司招商局所使用。直到1972年招商局轉投資成立陽明海運後，才作為陽明海運的辦公大樓，在營運期間曾因地震預防緣故而拆除建築屋頂，改建三樓。
2000年，陽明海運大樓曾與一旁的海港大樓獲選為基隆市歷史建築十景之一、以及臺灣歷史建築百景的第80名。
2003年起，由於原先的建築早已不敷使用，陽明海運大樓將重新規劃整建為海洋文化藝術館，將該博物館的定義為「整合育、研究、蒐藏、推廣、觀光、休憩及創新等多面向功能」的在地化展示館，並將原先內部格局結構全數拆除重建，僅保留外牆結構，最終於2004年12月28日完工開館啟用。室內典藏區也展示過去使用之磚瓦、鋼筋等建材。
2019年12月，因提升服務品質而進行第一次封館整修工程，並在2021年7月再度對外開放。

## 建築設計
日本郵船基隆支店的外觀在建築式樣上被歸類為「近世復興式建築」，結構採加強磚造，以承重的磚牆再加上RC結構，建築立面在立面結構雖相對簡易，不過則加入西洋拱門以及圓頂尖塔牛眼窗等古典式語彙，構成相當典雅之西式風格。

## 外部連結
- 官方网站
- 陽明海運（陽明海運大樓，現：陽明海洋文化藝術館）——文化部文化資產局 （页面存档备份，存于）
- 基隆市交通部觀光局：陽明海洋文化藝術館 （页面存档备份，存于）
- 基隆旅遊網：陽明海洋文化藝術館 （页面存档备份，存于）